# Harib Abdalla
Harib Abdalla (Sharjah, 26 de noviembre de 2002) es un futbolista emiratí que juega en la demarcación de extremo para el Shabab Al-Ahli Dubai FC de la UAE Pro League.

## Selección nacional
El 12 de octubre de 2020 hizo su debut con la selección de Emiratos Árabes Unidos en un partido amistoso contra Uzbekistán que finalizó con un resultado de 1-2 a favor del combinado uzbeko tras el gol de Sebastián Tagliabúe para el combinado emiratí, y un doblete de Igor Sergeev para Uzbekistán.

## Clubes
| Club                    | País                   | Año   | Partidos | Goles |
| ----------------------- | ---------------------- | ----- | -------- | ----- |
| Shabab Al-Ahli Dubai FC | Emiratos Árabes Unidos | 2019- | 107      | 15    |